# Эндо, Масахиро
Масахиро Эндо (яп. 遠藤 雅大 Эндо: масахиро, род. 15 августа 1970, Токио) — японский футболист.

## Карьера
На протяжении своей футбольной карьеры выступал за клубы «Джубило Ивата», «Иокогама», «Верди Кавасаки», «Симидзу С-Палс», «Мехелен», «Louviéroise».

## Национальная сборная
В 1994 году сыграл за национальную сборную Японии 8 матчей.

## Статистика за сборную
| Сборная Японии | Сборная Японии | Сборная Японии |
| Год            | Матчи          | Голы           |
| -------------- | -------------- | -------------- |
| 1994           | 8              | 0              |
| Итого          | 8              | 0              |

## Достижения

### Командные
- Джей-лиги: 1997
- Кубок Джей-лиги: 1998